# Marie Réache
 Marie Réache, née le 6 mars 1971 dans le Gers, est une actrice française. Elle est notamment connue pour son rôle de Babeth Nebout dans la série Plus belle la vie.

## Biographie
Elle fait partie depuis longtemps de la compagnie du Théâtre de l’Escabeau à Briare dans le Loiret, fondée par ses parents, Dan et Philippe Réache. Elle y a joué de nombreuses pièces : Yvette dans Mère courage de Bertolt Brecht, Camille dans On ne badine pas avec l’amour d’Alfred de Musset, Mimi dans L’Atelier de Jean-Claude Grumberg, Nini fleur des quais dans La Résistible Ascension d'Arturo Ui de Bertolt Brecht, la grisette dans La Ronde d’Arthur Schnitzler, Etamine dans Fantômas de Philippe Réache, Doña Sept-Épées  dans Le Soulier de satin de Paul Claudel.
Marie Réache, Marie Vinoy, Jean Manifacier, Grégori Baquet et Pablo Villafranca montent le spectacle Les Insolistes en 1998. Présenté au Festival Off d'Avignon en 1973 et en 2002 puis en tournée française, ce spectacle humoristique et singulier réinvente les œuvres de Jacques Offenbach, Vincent Scotto, Mireille, Jean Nohain.
Elle est notamment connue pour le rôle de Babeth Nebout dans la série Plus belle la vie depuis 2012.

### Vie privée
Elle est la fille du comédien Philippe Réache. Elle est l'ex-compagne du comédien Alexandre Fabre (Charles Frémont dans Plus belle la vie), avec qui elle a eu un enfant, Jules, né en 1997. En août 2017, Jules Fabre rejoint également le casting de la série Plus belle la vie, dans le rôle de Théo Bommel.

## Filmographie

### Cinéma
- 1991 : La Valse des pigeons de Michaël Perrotta
- 1992 : La Cavale des fous de Marco Pico
- 1996 : Les Grands Ducs de Patrice Leconte
- 1998 : La Mort du Chinois de Jean-Louis Benoît
- 1999 : La Maladie de Sachs de Michel Deville

### Télévision
- 1991 : Salut les Musclés : Julie (saison 3, épisode 18)
- 1991 : Cas de divorce : Dominique Belfort (saison 1, épisode 71)
- 1991 : Série rose : Sylvie (saison 1, épisode 23)
- 1993 : Salut Les Musclés : Bergamotte (saison 5, épisode 17)
- 1994 : Le Miel et les Abeilles : Marie-Ange (saison 1, épisode 157)
- 1994 : Les Garçons de la Plage : Nicole (saison 1,épisode 70)
- 1996-1997 : Jamais deux sans toi...t : Fred (saison 1, épisodes 36, 97, 98)
- 2007-2010 : Nos années pension : la directrice
- 2011 : Le Jour où tout a basculé : Monique (saison 1, épisode 33)
- 2012-2022 : Plus belle la vie : Babeth Nebout
- 2012 : Section de recherches : la réalisatrice (saison 6, épisode 9)
- 2014 : Rumeurs d'Etienne Dhaene : Clothilde
- 2024 : Plus belle la vie, encore plus belle : Babeth Nebout

### Publicités
- Castorama (2013)
- Auchan réalisé par Étienne Chatiliez
- Findus réalisé par Jean-Marie Poiré

## Théâtre
- 1997 : Gulliver de Jonathan Swift, théâtre national de Chaillot et en tournée
- 1999 : Après la pluie de Sergi Belbel et Marion Bierry, théâtre de Poche Montparnasse
- 2001 : La Maison Tellier de Guy de Maupassant, théâtre Mouffetard et en tournée
- 2002 : Les Directeurs de Daniel Besse et Étienne Bierry, théâtre de Poche Montparnasse et en tournée
- 2003 : Portrait de famille de Denise Bonal, théâtre de Poche Montparnasse et en tournée
- 2004 : Quartiers de Laurence Février, théâtre de la Tempête
- 2005 : Les Pas perdus de Denise Bonal, théâtre du Rond-Point
- 2006 : Le Nouvel Ordre mondial de Harold Pinter, Théatro Stabilé de Turin
- 2007 : Le Suicidé de Nikolaï Erdman
- 2007 : Débrayage de Rémi de Vos, Festival d'Avignon
- 2008 : La Valse des pingouins de Patrick Haudecœur, théâtre des nouveautés et en tournée
- 2014 : Le Legs de Marivaux, mise en scène Marion Bierry, Théâtre de Poche Montparnasse
- 2016 : Après la pluie de Sergi Belbel, mise en scène Marion Bierry, Festival d'Avignon off
- 2018 : Sauver le monde ! (ou les apparences), festival off d'Avignon